# I Am… Sasha Fierce
Az I Am... Sasha Fierce Beyoncé Knowles amerikai R&B-énekesnő harmadik szólóalbuma. 2008. november 18-án jelent meg az Amerikai Egyesült Államokban. Máig az Államokban 2,7 millió, világszerte 6 millió példány kelt el.
Az album világszerte bekerült a toplisták élvonalába. Első helyen nyitott a Billboard 200 listáján és dupla platinalemez lett. Egy DVD/CD, mely az Above and Beyoncé (Video Collection & Dance Remixes) címet kapta, 2009. június 16-án jelent meg. Első kislemezként az If I Were a Boy és a Single Ladies (Put a Ring on It) jelent meg 2008. október 7-én.

## Turné
2008 október elején az amerikai Billboard magazin bejelentette, hogy Knowles 2009-ben koncertkörútra indul. A turné első állomása a kanadai Edmonton volt, 2009. március 26-án. Az első fellépést négy koncert követte Észak-Amerikában. Egy hónappal később megkezdődött az európai turné. Az első koncertnek 2009. április 26-án a horvát főváros, Zágráb adott otthont.

## Megjelent kislemezek
- Az If I Were a Boy volt az első kiadott kislemez az albumról. A dalt Toby Gad és BC Jean írta, a rádiók először október 8-án kezdték el játszani. A Billboard Hot 100 listáján a harmadik helyig jutott, több mint 1 millió példányban kelt el.
- A második világszerte megjelent kislemez a Single Ladies (Put a Ring on It). A dal készítésében az énekesnő mellett Christopher Stewart, Terius Nash, és Kuk Harrell vett részt. A kislemez Beyoncé ötödik első helyezését érte el a Billboard Hot 100 listán.
- A Diva a harmadik, Egyesült Államokban megjelent kislemez.
- Világszerte a harmadik, az Egyesült Államokban negyedik megjelent kislemez a Halo. A dalt eredetileg Leona Lewisnak írták, de Lewis nem tudott időt szakítani a lemez felvételére, így a szerző Ryan Tedder átadta a lehetőséget Knowlesnak.
- Az Ego az ötödik megjelent kislemez az Egyesült Államokban és az első dal az album deluxe kiadásáról. Május 19-én kezdték el játszani a rádiók. Eredetileg a harmadik megjelentett kislemez lett volna.
- A negyedik világszerte megjelentetett kislemez a Sweet Dreams. Az Egyesült Államok rádiói először 2009. június 2-án kezdték játszani.

## Dallista

### Standard kiadás
1. lemez: I Am...
1. "If I Were a Boy" (Toby Gad, BC Jean) – 4:10
2. "Halo" (Beyoncé Knowles, Ryan Tedder, Evan Kidd Bogart) – 4:22
3. "Disappear" (Amanda Ghost, Hugo Chakrabongse, Dave McCracken, Ian Dench, Beyoncé Knowles) – 4:29
4. "Broken-Hearted Girl" (Kenneth "Babyface" Edmonds, Mikkel S. Eriksen, Tor Erik Hermansen, Beyoncé Knowles) – 4:39
5. "Ave Maria" (Beyoncé Knowles, Amanda Ghost, Ian Dench, Makeba, Mikkel S. Eriksen, Tor Erik Hermansen) – 3:42
6. "Satellites" (Amanda Ghost, Dave McCracken, Ian Dench, Beyoncé Knowles) – 3:08

2. lemez: Sasha Fierce
1. "Single Ladies (Put a Ring on It)" (Knowles, Christopher Stewart, Terius Nash, Thaddis Harrell) – 3:13
2. "Radio" (Knowles, Scheffer, Love, Dwayne Nesmith) – 3:39
3. "Diva" (Knowles, Shondrae Crawford, Sean Garrett) – 3:21
4. "Sweet Dreams" (Knowles, Scheffer, Wayne Wilkins, Love) – 3:28
5. "Video Phone" (Knowles, Crawford, Garrett, Angela Beyincé) – 3:35

### Bővített kiadás
1. lemez: I Am...
1. If I Were a Boy – 4:10
2. Halo – 4:22
3. Disappear – 4:29
4. Broken-Hearted Girl – 4:39
5. Ave Maria – 3:42
6. Smash into You (Knowles, Stewart, Nash, Harrell) – 4:39
7. Satellites – 3:08
8. That’s Why You’re Beautiful (Knowles, Andrew Hey, James Fauntleroy II) – 3:41
9. Save the Hero (japán és iTunes-bónuszdal) – 4:33
10. Si Yo Fuera un Chico (mexikó és spanyol iTunes-bónuszdal) – 4:09

2. lemez: Sasha Fierce
1. "Single Ladies (Put a Ring on It)" – 3:13
2. "Radio" – 3:39
3. "Diva" – 3:21
4. "Sweet Dreams" – 3:28
5. "Video Phone" – 3:35
6. "Hello" (Knowles, Ramon Owen, David Quiñones, Bogart) – 4:17
7. "Ego" (Knowles, Elvis Williams, Harold Lilly) – 3:56
8. "Scared of Lonely" (B. Knowles, Rodney Jerkins, LaShawn Daniels, Cristyle Johnson, Love, S. Knowles) – 3:43
9. "Why Don’t You Love Me" (előrendelt iTunes-bónuszdal) – 3:23